# Förderpreis für Schmuck der Landeshauptstadt München
Der Förderpreis Schmuck der Landeshauptstadt München wird seit 2011 biennal für eine künstlerisch herausragende Leistung bzw. ungewöhnliche künstlerische Position im Bereich Schmuck verliehen.
Entscheidend für die Beurteilung sind die aktuellen Leistungen und das bisherige Schaffen des Künstlers oder der Künstlerin. Für den Förderpreis kommen nur Künstler in Betracht, die in München oder der Region München leben bzw. deren Schaffen mit dem Kulturleben Münchens eng verknüpft ist. Eine Eigenbewerbung ist nicht möglich. Vorschlagsrecht hat eine vom Stadtrat alle zwei Jahre neu zu berufende Kommission, bestehend aus Fachjuroren und Mitgliedern des Stadtrats. Es wird biennal ein mit 8000 Euro dotierter Preis verliehen.
Der Förderpreis Schmuck wird zusammen mit dem Förderpreis Architektur, dem Förderpreis Bildende Kunst, dem Förderpreis Design und dem Förderpreis Fotografie vergeben. Für jeden Bereich ist eine eigene Jury eingesetzt. Werke aller von der Jury vorgeschlagenen Künstler werden jeweils in einer Ausstellung in der städtischen Kunsthalle Lothringer13 gezeigt.

## Preisträger
- 2024: Takayoshi Terajima
- 2022: Jasmin Matzakow
- 2020: Carina Shoshtary
- 2018: Annamaria Leiste
- 2016: Yutaka Minegishi
- 2014: Alexander Blank
- 2013: Helen Britton
- 2011: Jiro Kamata